# Alins
Alins (em catalão e oficialmente) ou Alíns (em castelhano) é um município da Espanha na comarca de Pallars Sobirà, província de Lérida, comunidade autónoma da Catalunha. Tem 183,8 km² de área e em 2021 tinha 279 habitantes (densidade: 1,5 hab./km²).
Em seu território, encontra-se o pequeno povoado de Tor, de fama notória na Espanha devido a uma truculenta disputa pela posse do terreno da montanha com vistas à especulação imobiliária, exploração de madeira e contrabando. O litígio teve grande cobertura midiática, sobretudo pela TV3 e na Catalunya Ràdio, que produziram sobre o tema reportagens, podcasts e uma série documental de grande repercussão local.

## Demografia
| Variação demográfica do município entre 1991 e 2004 [carece de fontes?] | Variação demográfica do município entre 1991 e 2004 [carece de fontes?] | Variação demográfica do município entre 1991 e 2004 [carece de fontes?] | Variação demográfica do município entre 1991 e 2004 [carece de fontes?] |
| ----------------------------------------------------------------------- | ----------------------------------------------------------------------- | ----------------------------------------------------------------------- | ----------------------------------------------------------------------- |
| 1991                                                                    | 1996                                                                    | 2001                                                                    | 2004                                                                    |
| 307                                                                     | 287                                                                     | 272                                                                     | 256                                                                     |